# Kantemir Mikhailovich Berkhamov
Bản mẫu:Eastern Slavic name
Kantemir Mikhailovich Berkhamov (tiếng Nga: Кантемир Михайлович Берхамов; sinh ngày 7 tháng 8 năm 1988) là một cầu thủ bóng đá người Nga thi đấu ở vị trí tiền vệ trung tâm cho F.K. Arsenal Tula.

## Sự nghiệp câu lạc bộ
Anh có màn ra mắt tại Giải bóng đá ngoại hạng Nga vào ngày 22 tháng 3 năm 2009 cho P.F.K. Spartak Nalchik trong trận đấu với F.K. Rubin Kazan.

## Thống kê sự nghiệp

### Câu lạc bộ
Tính đến 13 tháng 5 năm 2018
| Câu lạc bộ          | Mùa giải             | Giải vô địch                | Giải vô địch | Giải vô địch | Cúp     | Cúp       | Châu lục | Châu lục  | Khác    | Khác      | Tổng cộng | Tổng cộng |
| Câu lạc bộ          | Mùa giải             | Hạng đấu                    | Số trận      | Bàn thắng    | Số trận | Bàn thắng | Số trận  | Bàn thắng | Số trận | Bàn thắng | Số trận   | Bàn thắng |
| ------------------- | -------------------- | --------------------------- | ------------ | ------------ | ------- | --------- | -------- | --------- | ------- | --------- | --------- | --------- |
| Lokomotiv Kaluga    | 2005                 | PFL                         | 2            | 0            | 0       | 0         | –        | –         | –       | –         | 2         | 0         |
| Lokomotiv Moskva    | 2005                 | Giải bóng đá ngoại hạng Nga | 0            | 0            | 0       | 0         | 0        | 0         | –       | –         | 0         | 0         |
| Lokomotiv Moskva    | 2006                 | Giải bóng đá ngoại hạng Nga | 0            | 0            | 0       | 0         | 0        | 0         | –       | –         | 0         | 0         |
| Lokomotiv Moskva    | 2007                 | Giải bóng đá ngoại hạng Nga | 0            | 0            | 0       | 0         | 0        | 0         | –       | –         | 0         | 0         |
| Lokomotiv Moskva    | 2008                 | Giải bóng đá ngoại hạng Nga | 0            | 0            | 0       | 0         | –        | –         | –       | –         | 0         | 0         |
| Lokomotiv Moskva    | Tổng cộng            | Tổng cộng                   | 0            | 0            | 0       | 0         | 0        | 0         | 0       | 0         | 0         | 0         |
| Spartak Nalchik     | 2008                 | Giải bóng đá ngoại hạng Nga | 0            | 0            | 0       | 0         | –        | –         | –       | –         | 0         | 0         |
| Spartak Nalchik     | 2009                 | Giải bóng đá ngoại hạng Nga | 10           | 0            | 1       | 0         | –        | –         | –       | –         | 11        | 0         |
| Nizhny Novgorod     | 2010                 | FNL                         | 29           | 8            | 1       | 0         | –        | –         | –       | –         | 30        | 8         |
| Spartak Nalchik     | 2011–12              | Giải bóng đá ngoại hạng Nga | 13           | 1            | 0       | 0         | –        | –         | –       | –         | 13        | 1         |
| Spartak Nalchik     | Tổng cộng (2 spells) | Tổng cộng (2 spells)        | 23           | 1            | 1       | 0         | 0        | 0         | 0       | 0         | 24        | 1         |
| Ural Yekaterinburg  | 2012–13              | FNL                         | 19           | 1            | 2       | 0         | –        | –         | –       | –         | 21        | 1         |
| Ural Yekaterinburg  | 2013–14              | Giải bóng đá ngoại hạng Nga | 12           | 0            | 0       | 0         | –        | –         | –       | –         | 12        | 0         |
| Ural Yekaterinburg  | Tổng cộng            | Tổng cộng                   | 31           | 1            | 2       | 0         | 0        | 0         | 0       | 0         | 33        | 1         |
| Tosno               | 2014–15              | FNL                         | 23           | 4            | 1       | 1         | –        | –         | 2       | 0         | 26        | 5         |
| Arsenal Tula        | 2015–16              | FNL                         | 30           | 5            | 1       | 0         | –        | –         | –       | –         | 31        | 5         |
| Arsenal Tula        | 2016–17              | Giải bóng đá ngoại hạng Nga | 11           | 0            | 1       | 0         | –        | –         | 2       | 0         | 14        | 0         |
| Arsenal Tula        | 2017–18              | Giải bóng đá ngoại hạng Nga | 17           | 3            | 0       | 0         | –        | –         | –       | –         | 17        | 3         |
| Arsenal Tula        | Tổng cộng            | Tổng cộng                   | 58           | 8            | 2       | 0         | 0        | 0         | 2       | 0         | 62        | 8         |
| Tổng cộng sự nghiệp | Tổng cộng sự nghiệp  | Tổng cộng sự nghiệp         | 166          | 22           | 7       | 1         | 0        | 0         | 4       | 0         | 177       | 23        |